# Spissich János
Jáprai Spissich János (Sümeg, 1745. március 28. – Kisgörbő, 1804. április 23.) Zala vármegye alispánja, a magyar jakobinus mozgalom tagja, a "A jó tanácshoz" ("Boni Consilii") címzett szabadkőműves páholy főmestere.

## Élete
A nemesi származású jáprai Spissich család sarja. Édesapja jáprai Spissich Sándor (1706–1759), Sopron vármegye főszolgabírája, földbirtokos és édesanyja forintosházi Forintos Katalin. Anyai nagyszülei a sümegi lakós forintosházi Forintos Zsigmond (1684–1744) főszolgabíró, és keményegerszegi Kemény Orsolya voltak. Anyai nagynénjei: forintosházi Forintos Julianna (1725–1782), akinek a férje Hertelendy György (1721–1780), a szántói járásának főszolgabírája, földbirtokos, valamint forintosházi Forintos Borbála (1712–1784), akinek a férje koronghi Lippich Mózes, földbirtokos. Anyai nagybátyja forintosházi Forintos Mihály (†1776), huszárkapitány, földbirtokos. Spissich Sándorné forintosházi Forintos Katalinnak a másodfokú unokatestvére forintosházi Forintos Gábor (1723–1782) királyi tanácsos, Zala vármegye első alispánja, országgyűlési követe, táblabíró, jogász, birtokos.
Spissich Sándor a felesége után a vönöcki birtokot kapta de bírt neje után földet Zalában is. Idővel Sümegre tette lakását, ahol fia Spissich János született. 1761-ben Spissich János belépett a jezsuita rendbe és tanulmányai, képzése után, Kőszegen, Komáromban, Gyöngyösön volt tanár. 1771-ben elhagyta a rendet és visszatért a világi életbe. 28 évesen, 1773. április 14-én, lett Zala vármegye másodaljegyzője, e tisztséget 1776. október 1-jéig töltötte be. 1781-től a gróf Eltz-uradalom jószágkormányzója, és 1781. szeptember 24. és 1786. július 14. között a vármegye számvevője, majd 1786. július 14-étől 1790. április 7-ig a főjegyzője volt. A liberális érzelmű Spissich János a magyar szabadkőműves mozgalomnak nem csak aktív tagja, hanem a varasdi "A szabadsághoz", majd Zalaegerszegre átköltözve "A jó tanácshoz" ("Boni Consilii") címzett páholy vezetője, főmestere volt. Belső baráti köréhez tartozott Hajnóczy József, tubolyszeghi Tuboly László főszolgabíró és Kazinczy Ferenc. Szabadkőműves álneve "Terentius" volt, és mellette a páholy tisztikarában gróf Althan János Mihály zalai főispán helyettes főmesterként, nemes Mlinarics Lajos (1743-1802), zalai alispán, és pallini Inkey Imre (1757-1813) királyi tanácsos felügyelőkként, pálóczi Horváth Ádám titkárként, Ghillányi János szertartásmesterként, Somssich Lázár szónokként, és Laky István kincstárnokként tevékenykedett. Rosty János, jezsuita szerzetes, hahóti apát, keszthelyi plébános, szintén a páholy tagja is volt. Összejöveteleik helyszíne nem ismert, több utalásból arra lehet következtetni, hogy erre alkalmanként az arácsi hegyen, illetve Alsónemesapátiban, Varga Lászlónál kerülhetett sor.

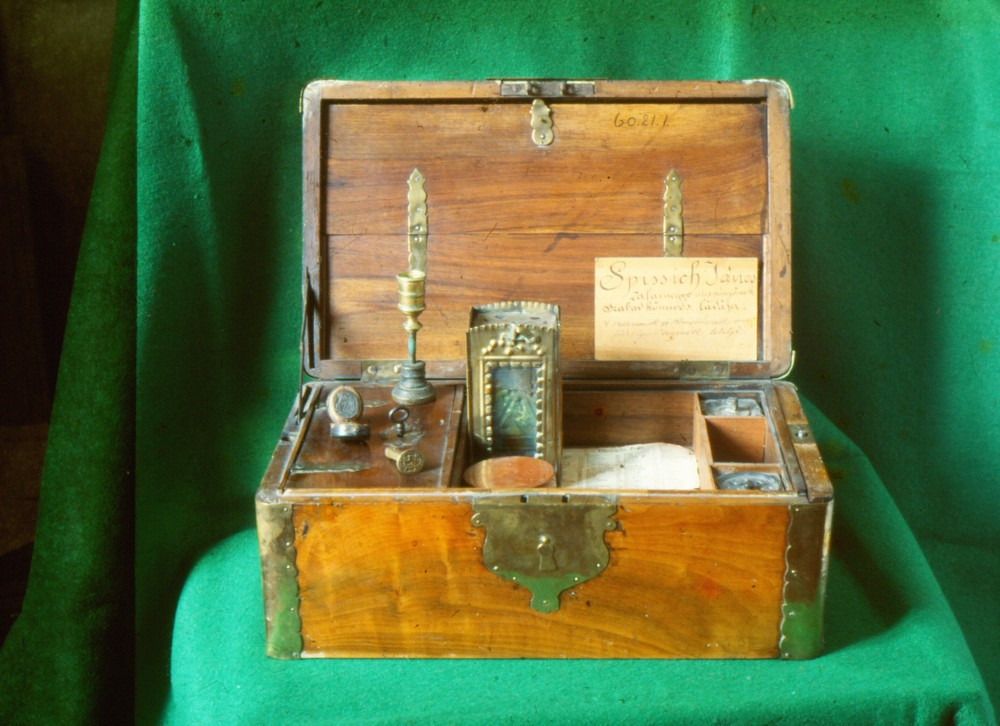
Spissich János szabadkőműves ládája

1790. április 7-én Spissich Jánost Zala vármegye első alispánjává választották meg, azonban 1797. április 25-én I. Ferenc magyar király a tisztségékből leváltotta őt, Mlinarics Lajos másodalispánt, és az egész szabadkőműves szimpatizáló gárdáját, azért mert szembeszálltak az akaratával (az 1797. április 12-i zalai megyegyűlés franciabarát határozata miatt elmozdították). Spissich Jánost, besenyői és velikei Skublics Jánost (1738-1808), Mlinarics Lajost, Tuboly Lászlót, Csány Mártont és több vármegyei hivatalnokot elmozdított az uralkodó és a vármegye táblabírák sorából eltörölni rendelte. Ezzel véget ért a politikai pályafutása, és helyébe zalai első alispánná mesterházi Mesterházy Lajost (1743–1806), és a császárhű konzervatív, lovászi és szentmargitai Sümeghy Józsefet (1757–1832), másodalispánná nevezték ki.
Martinovics és társainak pere idején József nádor vizsgálatot rendelt el Spissich ellen, azonban, tubolyszeghi Tuboly László barátja segítségével, iratait megsemmisítve tisztázni tudta magát.

## Házassága és gyermekei
1774. január 6-án vette el Sümegen nagymányai Koller Borbála (Kőszeg, 1752. augusztus 15.–Kisgörbő, 1806. április 10.) kisasszonyt, nagymányai Koller Antal és petőházi Zeke Anna lányát. Az esküvői tanúk, gróf galánthai Balogh László helytartó-tanácsi tanácsos, és gyömrei és teölvári Gyömörey László voltak. Spissich János és Koller Borbála frigyéből született:
- jáprai Spissich Ignác Antal (Sümeg, 1774. december 10.–†?)
- jáprai Spissich Katalin (Szül: Erzsébet Katalin Anna) (Sümeg, 1775. november 20.–†?). 1.f.: darvai Darvay József testőr. 2.f.: nemes Tóth Antal.
- jáprai Spissich Nepomucena (Sajtoskál, 1777. január 1.–†?)
- jáprai Spissich Antal (Sümeg, 1778. április 13.–†?)
- jáprai Spissich Nepomucena (Sümeg, 1779. március 21.–†?)
- jáprai Spissich Terézia Borbála (Sümeg, 1782. október 3.–†?)
- jáprai Spissich Sándor (Kisgörbő, 1789. augusztus 31.–Vönöck, 1870. szeptember 17.). 1.f.: dereskei Derecskey Erzsébet. 2.f.: tarnói Csontos Terézia (1805–Vönöck, 1879. május 15.).[11]
- jáprai Spissich Lajos János Nepomuk Szilveszter (Kisgörbő, 1793. január 1.–†(Kisgörbő, 1794. május 10.)
- jáprai Spissich József László Engelbert (Kisgörbő, 1795. november 8.–†?)